# Việt An
Việt An là một xã thuộc thành phố Đà Nẵng, Việt Nam.

## Địa lý
Xã Việt An có vị trí địa lý: 
- Phía đông giáp huyện Thăng Bình
- Phía nam huyện Tiên Phước
- Phía tây giáp xã Bình Sơn và xã Quế Thọ
- Phía bắc giáp huyện Quế Sơn.

Xã Việt An có diện tích 21,82 km², dân số năm 2019 là 6.682 người, mật độ dân số đạt 306 người/km².

## Hành chính
Xã Việt An được chia thành 8 thôn: Hương Phố, Lộc An, Ngọc Sơn, Hội Tường, Nhứt Tây, Nhì Tây, Nhứt Đông, Nhì Đông.

## Lịch sử
Trong thời kỳ Chiến tranh Việt Nam, Bình Lâm là vùng chiến sự thường xuyên xảy ra với cường độ át liệt nhằm giành quyền kiểm soát giữa Mặt trận Dân tộc Giải phóng miền Nam Việt Nam với chính quyền Việt Nam Cộng hòa (có sự tham chiến của các đồng minh Mỹ, Hàn Quốc...).
Trước năm 1985, xã thuộc huyện Thăng Bình.
Từ ngày 31 tháng 12 năm 1985, được sáp nhập vào huyện Hiệp Đức vừa thành lập.

## Du lịch

### Danh thắng, di tích
- Giếng nước Quốc hội (Thôn Nhứt Đông)
- Hồ Việt An (Thôn Ngọc Sơn)
- Đồn Cô Lô (Thôn Nhứt Tây)
- Đồn Lạc Sơn (Thôn Nhì Tây)
- Núi Liệt Kiểm (Thôn Hội Tường)
- Núi Gai (Thôn Hương Phố, Lộc An, Nhứt Đông, Nhì Đông)
- Gò Mè (Thôn Nhứt Tây)
- Gò Khoai (Thôn Nhứt Tây).